# Coyonas
Coyonas es una localidad peruana ubicada en el distrito de Las Lomas, perteneciente a la provincia y departamento de Piura, al norte del Perú. 

## Ubicación
Coyonas se ubica al norte de la provincia de Piura, en el distrito de Las Lomas, en el departamento de Piura.

## Demografía
En 2017 Coyonas tenía una población de 23 habitantes.